# Plavno (Knin)
Plavno je naselje u sastavu Grada Knina, u Šibensko-kninskoj županiji.  

## Povijest
Plavno se od 1991. do 1995. godine nalazio pod srpskom okupacijom, tj. bio je u sastavu SAO Krajine.
Tokom operacije Oluja – Obruč, dana 25. kolovoza 1995. godine, pripadnici ATJ Lučko su u zaseoku Grubori ubili šest srpskih civila. Za taj zločin još nitko nije odgovarao.

## Stanovništvo
Prema popisu iz 2011. godine naselje je imalo 253 stanovnika.
| broj stanovnika | 1731  | 1825  | 1680  | 1984  | 2059  | 2294  | 2059  | 2403  | 2573  | 2719  | 2519  | 2414  | 1925  | 1720  | 266   | 253   | 121   |
|                 | 1857. | 1869. | 1880. | 1890. | 1900. | 1910. | 1921. | 1931. | 1948. | 1953. | 1961. | 1971. | 1981. | 1991. | 2001. | 2011. | 2021. |